# Frea siczac
Frea siczac är en skalbaggsart som beskrevs av Stefan von Breuning 1938. Frea siczac ingår i släktet Frea och familjen långhorningar.
Artens utbredningsområde är Kenya. Inga underarter finns listade i Catalogue of Life.